# 毡毛栒子
毡毛栒子（学名：Cotoneaster pannosus）是蔷薇科栒子属的植物，为中国的特有植物。分布于中国大陆的四川、云南等地，生长于海拔1,100米至3,200米的地区，见于荒山多石地或灌木丛中。